# Саїс
Саїс (дав.-гр. Σαίς) — місто на заході дельти Нілу, головний пункт 5-го ному Нижнього Єгипту. Сучасна назва — Са ель-Хагар.

## Історія
Саїс існував вже при перших династіях фараонів і згадується в текстах пірамід як важливий релігійний центр. Місто також було промисловим центром: тут ткалися єгипетські полотна, які йшли на потреби культу та для мумій.
Саїс був центром культу богині Нейт; її храм був одним з найкращих в Єгипті, жерці якого славилися своєю вченістю і зробили Саїс центром науки. До них прямували для бесіди багато грецьких мудреців та філософів, в тому числі Солон, Платон та Геродот.
Особливого процвітання місто досягло в Третій перехідний період, коли під час додекархії його царьки стали прагнути до об'єднання під своєю владою Єгипту і діяли, спираючись на Ассирію, проти кушитів. З часів Псамметіха I в Єгипті почалася «Саїсська епоха». Саїс стає столицею, прикрашається та багатіє. Навіть Камбіс, підкоривши Єгипет, знайшов за необхідне бути посвяченим у містерії Нейт.
При Птолемеях в Саїсі збиралися з'їзди єгипетських жерців.
До яких пір існував Саїс — невідомо; Макризі згадує про нього ще в XV ст. Місто довго було резиденцією монофізитського єпископа. Вперше на руїни Саїса звернув увагу Карстен Нібур (1762–1767), опис їх дано в працях Наполеонівської експедиції, у Шампольйона і Лепсіуса.

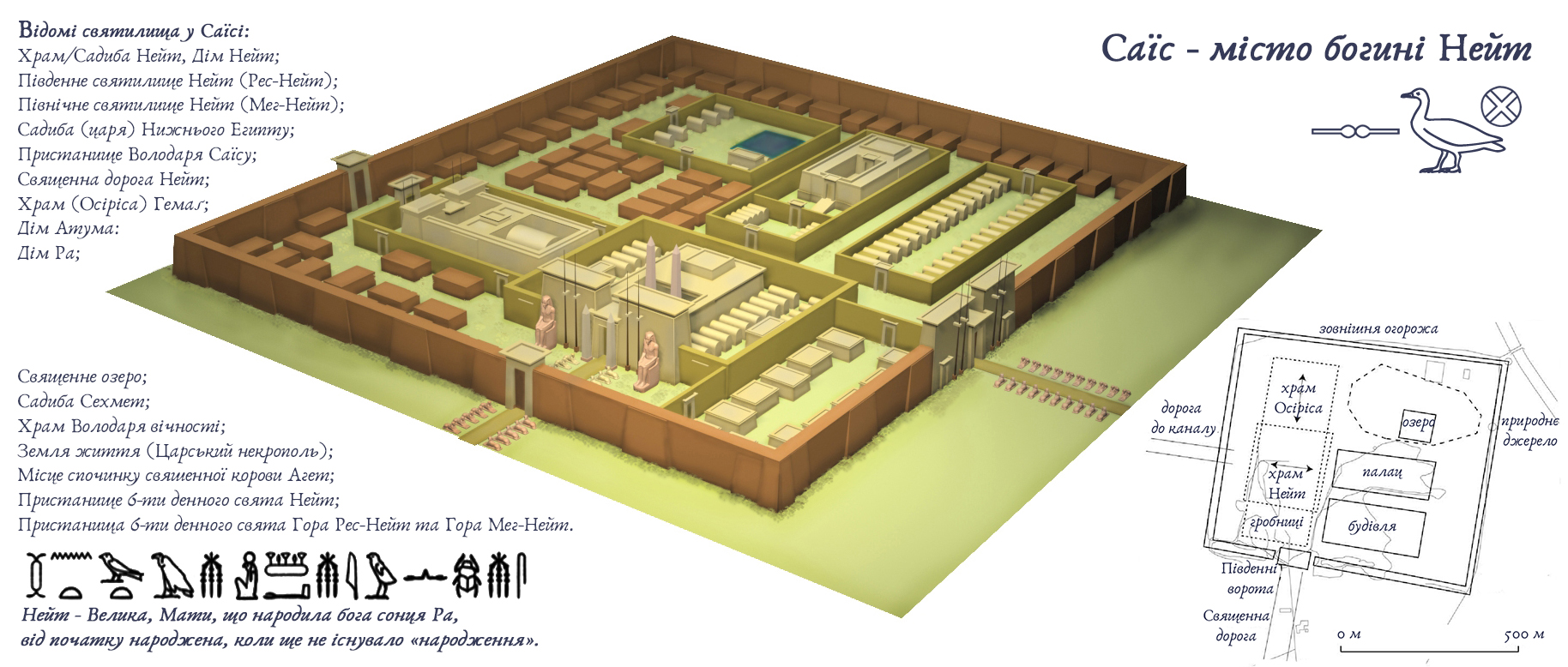
Ситуативна 3D реконструкція загального вигляду давньоєгипетського міста Саїс

У Саїсі збереглося священне озеро, на якому, за Геродотом, відбувалися нічні святкування на честь Осіріса, колосальна стіна в 790 кроків завдовжки та 20 шириною, а також пагорб, що покриває місце палацу і храму.

## У літературі
У Саїсі відбувається дія роману Новаліса «Учні в Саїсі».